# Catachlorops quadrimaculatus
Catachlorops quadrimaculatus är en tvåvingeart som först beskrevs av Macquart 1846.  Catachlorops quadrimaculatus ingår i släktet Catachlorops och familjen bromsar. Inga underarter finns listade i Catalogue of Life.